# Luka Lučić
Luka Lučić (Spalato, 2 gennaio 1995) è un calciatore croato, difensore dello Zagłębie Lubin.

## Caratteristiche tecniche
È un terzino sinistro.

## Carriera

### Club
Cresciuto nelle giovanili dell'Hajduk Spalato, il 26 maggio 2013 fa il suo debutto in prima squadra partendo da titolare nel match di campionato perso in casa della Dinamo Zagabria (3-1).

## Palmarès

### Club

#### Competizioni nazionali
- Campionato bosniaco: 1

Zrinjski Mostar: 2016-2017